# Peabody Museum of Natural History
Il Peabody Museum of Natural History dell'Università Yale è uno dei più antichi, grandi e ricchi musei universitari di storia naturale del mondo. È stato fondato dal filantropo George Peabody nel 1866 per volere del nipote Othniel Charles Marsh, il primo paleontologo americano. Famoso per la sua Sala Grande dei Dinosauri che comprende un giovane Brontosaurus montato e il murale lungo 110 piedi (34 m) The Age of Reptiles, include anche mostre permanenti dedicate all'evoluzione dell'uomo e dei mammiferi; a diorama sulla natura; all'Antico Egitto, ai manufatti e agli uccelli, minerali e Nativi americani del Connecticut.

## Storia

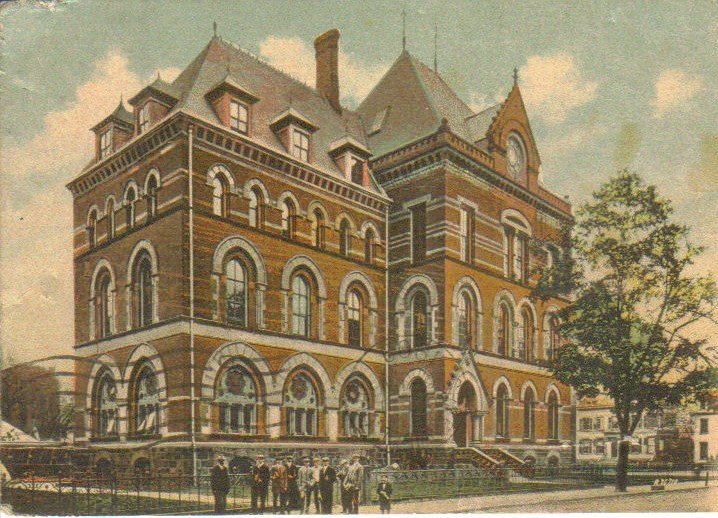
Il museo raffigurato su una cartolina postale spedita nel 1909

Othniel Charles Marsh fu un laureato e poi professore di paleontologia all'Università di Yale. La sua istruzione fu pagata dal ricco zio George Peabody che, al termine della sua vita, cominciò a donare gran parte della sua ricchezza acquisita a varie istituzioni educative. Marsh e le sue squadre scoprirono decine di nuovi generi di dinosauri, tra cui triceratopi, stegosauri e apatosauri. Su richiesta di Marsh, e per ospitare alcune delle sue scoperte, Peabody fondò il Museum of Natural History di Yale nel 1866 con una donazione di 150.000 dollari.
La collezione di Yale all'epoca era costituita per lo più da minerali raccolti dal geologo e mineralogista Benjamin Silliman. Marsh fu uno dei primi tre curatori del museo e quando Peabody morì nel 1869 usò la sua eredità per finanziare spedizioni che aumentarono notevolmente le collezioni del museo. Il suo interesse primario furono i dinosauri e durante il famoso periodo della storia paleontologica conosciuto come la guerra delle ossa scoprì 56 nuove specie di dinosauri e spedì letteralmente tonnellate di fossili dagli Stati Uniti sud-occidentali. I suoi reperti compresero anche fossili di vertebrati e invertebrati, tracce di animali preistorici e manufatti archeologici e etnologici.
Il museo fu aperto ufficialmente al pubblico nel 1876. Nel 1917 fu demolito e sostituito dal dormitorio Harkness Memorial Quadrangle. A causa della prima guerra mondiale la maggior parte delle collezioni fu immagazzinata fino al dicembre del 1925 quando venne inaugurato l'edificio attuale. Il nuovo edificio aveva una grande sala a due piani progettata appositamente per ospitare i dinosauri di Marsh. Il Peabody Museum è situato al 170 Whitney Avenue a New Haven nel Connecticut ed è gestito da quasi cento membri dello staff. Dal 1925 si è ampliato per occupare il Peabody Museum, l'annesso Kline Geology Laboratory e il Class of 1954 Environmental Sciences Center, alcune porzioni di altri tre edifici e una stazione di campo presso il Long Island Sound. Il museo possiede anche la Horse Island nelle Thimble Islands, che non è aperta al pubblico ma utilizzata per esperimenti. Il Class of 1954 Environmental Science Center, completato nel 2001 e collegato al museo e all'adiacente Kline Geology Laboratory, ospita circa la metà dei 13 milioni di esemplari del museo.
Il 28 agosto 2018 l'Università Yale ha annunciato un contributo di 160 milioni di dollari da parte di Edward P. Bass per la ristrutturazione del museo. Questo storico contributo è tra le più generose donazioni a Yale ed è la più grande donazione mai fatta ad un museo di storia naturale negli Stati Uniti. La donazione di Bass contribuirà a finanziare il rinnovamento e l'espansione del museo. La portata e il calendario dei lavori di ristrutturazione sono ancora in fase di sviluppo ma si prevede che le Great Hall of Dinosaurs e Mammal Hall Close chiudano il 31 dicembre 2019 e gallerie il 30 giugno 2020 per poi riaprire nel 2023. La raccolta di fondi per il progetto è in corso.
Tra gli eventi di rilievo si ricordano:
- Nel 1930 venne donata la Collezione Oceanografica di Harry Payne Bingham, comprendente le opere dell'artista Wilfrid Swancourt Bronson.[6][7][8]
- Nel 1931 è stato completato il montaggio del Brontosauro di Marsh dopo 6 anni di lavoro.
- Nel 1947 Rudolph F. Zallinger ha finito di dipingere i dinosauri nei loro ambienti naturali nel suo murale The Age of Reptiles lungo 110 piedi (34 m) dopo 3 anni e mezzo di lavoro.
- Nel 1959 è stato completato il Bingham Laboratory.
- Nel 1963 è stato completato il Kline Geology Laboratory.
- Nel 1972 ha aperto la Birds of Connecticut Hall.
- Nel 2001 è stato costruito sul sito dell'ex Bingham Laboratory l'interdisciplinare Class of 1954 Environmental Science Center che ospita le collezioni per il museo e i laboratori per diversi curatori.

## Esposizioni

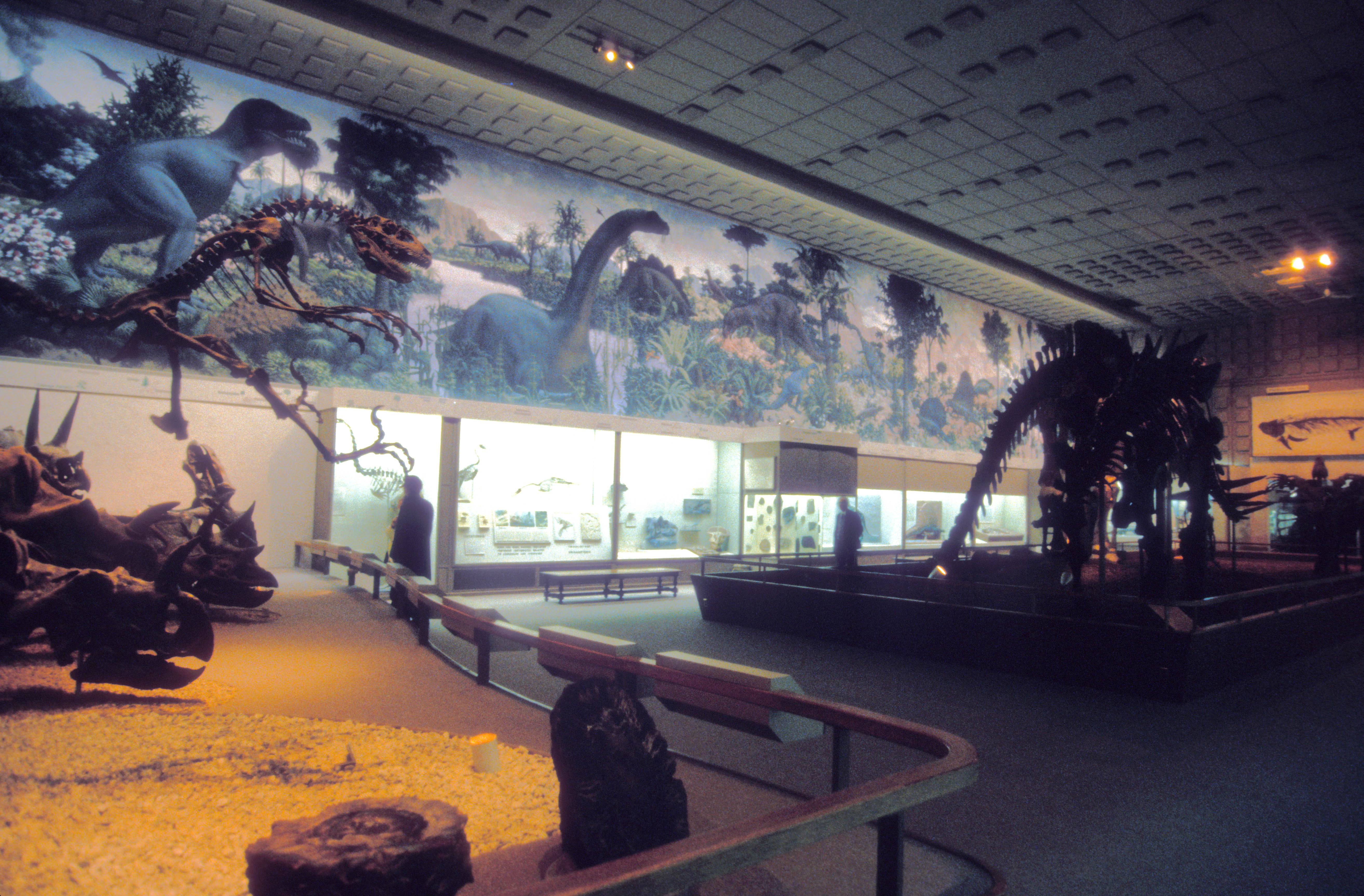
La Great Hall of Dinosaurs

Il Peabody ha diverse collezioni di importanza mondiale. Le più importanti sono probabilmente le collezioni di paleontologia dei vertebrati, tra le più numerose e storicamente significative collezioni di fossili negli Stati Uniti (vedi Othniel Charles Marsh, R.S. Lull, George Gaylord Simpson, John Ostrom, Elisabeth Vrba, e Jacques Gauthier) e la Collezione Hiram Bingham di manufatti inca provenienti da Machu Picchu, dal nome del famoso archeologo di Yale che ha riscoperto le rovine peruviane. Altrettanto notevoli sono l'ampia collezione di ornitologia, una delle più grandi e tassonomicamente più inclusive al mondo, e la collegata William Robertson Coe Ornithology Library, una delle migliori degli Stati Uniti. Anche la collezione di invertebrati marini è molto vasta, grazie al lavoro dei prolifici zoologi degli invertebrati come Addison Emery Verrill. I curatori delle collezioni provengono dai dipartimenti di Ecologia, Biologia evolutiva, Geologia, Geofisica e Antropologia di Yale. Poiché questi dipartimenti hanno una forte tradizione di assunzione di docenti che effettueranno ricerche basate sulle collezioni, soprattutto dopo il rinnovato sostegno alla biologia organismica a Yale sotto la presidenza di Richard Charles Levin e in particolare dell'ex prevosto Alison Richard, quasi tutte le collezioni sono ad uso interno e godono di una crescita continua e considerevole. Altrettanto notevoli sono l'ampia collezione di ornitologia, una delle più grandi e tassonomicamente più inclusive al mondo, e la collegata William Robertson Coe Ornithology Library, una delle migliori degli Stati Uniti. Anche la collezione di invertebrati marini è molto vasta, grazie al lavoro dei prolifici zoologi degli invertebrati come Addison Emery Verrill. I curatori delle collezioni provengono dai dipartimenti di Ecologia, Biologia evolutiva, Geologia, Geofisica e Antropologia di Yale. Poiché questi dipartimenti hanno una forte tradizione di assunzione di docenti che effettueranno ricerche basate sulle collezioni quasi tutte le collezioni sono ad uso interno e godono di una crescita continua e considerevole.
Le mostre permanenti includono:
- La Great Hall of Dinosaurs con lo scheletro di un Brontosaurus.[9][10]
  - The Age of Reptiles Mural è una rappresentazione lunga 110 piedi (34 m)} dei dinosauri nei loro habitat naturali. Fu dipinta da Rudolph F. Zallinger e si trova nella Great Hall of Dinosaurs.
- Fossil Fragments: The Riddle of Human Origins è una nuova mostra dedicata all'evoluzione umana.
- La Birds of Connecticut Hall ha 722 esemplari che rappresentano più di 300 delle 382 specie documentate nello stato del Connecticut.
- Ci sono undici diorami sull'ecologia vegetale e vertebrata del Connecticut. Sono stati progettati da James Perry Wilson, F. Lee Jaques e Ralph C. Morrill.
- La Hall of Mammalian Evolution, contenente anche il murale The Age of Mammals, anch'esso dipinto da Rudolph F. Zallinger.
- Una vasta collezione di minerali, principalmente del Connecticut.
- Native American artifacts from Connecticut.
- La Hall of Ancient Egyptian Artifacts.

### Torosaurus
Nel 2005 il Peabody Museum ha presentato la prima riproduzione in scala reale di un Torosaurus latus, una delle famose scoperte sui dinosauri di Othniel Charles Marsh, su Whitney Avenue accanto all'ingresso. La statua, 9 piedi (2,7 m) di altezza, 21 piedi (6,4 m) di lunghezza e pesante 7 350 libbre (3 330 kg), fu scolpita in terracotta e fusa in bronzo e posta su una base di granito di Stony Creek alta 13 piedi (4,0 m) e pesante 70 tonnellate. La riproduzione del Torosaurus latus è scientificamente fedele e la sua pelle si basa sulle tracce di pelle fossilizzata lasciate da un Chasmosaurus (un ceratopside strettamente correlato).

## Personale
L'attuale direttore del Peabody Museum è David Skelly, curatore di Zoologia dei vertebrati e professore di ecologia presso il Dipartimento di Ecologia & Biologia evolutiva e la Scuola di Studi Forestali e Ambientali.
Il Peabody Museum ha curatori che trattano di Antropologia, Botanica, Mineralogia e Meteoritica, Entomologia, Zoologia degli Invertebrata, Paleontologia degli Invertebrata, Zoologia dei Vertebrata (con singoli curatori per Erpetologia, Ittiologia, Mammologia e Ornitologia), Paleobotanica, Paleontologia dei Vertebrata e Storia degli Strumenti di misura.
Il personale è costituito da quasi 100 dipendenti a tempo pieno e part-time, tra cui curatori, assistenti curatori, curatori emeriti, curatori affiliati e volontari. Curatori e assistenti curatori sono anche membri della facoltà nei dipartimenti correlati.

## Nella cultura di massa
- Il museo è stato inserito nell'episodio Burns Baby Burns dei I Simpson. Nell'episodio, Burns ha una relazione con Lily Bancroft e ha un figlio illegittimo doppiato da Rodney Dangerfield. C'è un flashback al 1939 per la 25ª riunione di classe di laurea. Fanno l'amore nel museo, in particolare in una mostra con eschimesi e pinguini.[14]